# Jamel Debbouze
Jamel Debbouze (n. 18 iunie 1975, Paris, Franța) este un comedian, actor și producător franco-marocan.
A ieșit în evidență la sfârșitul anilor 1990 cu spectacolele sale la Radio Nova și Canal+ și a devenit apoi o vedetă a comediei în Franța și Maroc, datorită în mare parte spectacolelor sale individuale și filmelor sale cu buget redus aclamate de critici: Zonzon (1998) și Le Ciel, les Oiseaux et... ta mère! (1999).
A devenit cunoscut internațional datorită rolurilor secundare din filme de mare succes Amélie (2001) și Asterix și Obelix: Misiune Cleopatra (2002).

## Biografie

### Prima parte a avieții
Jamel Debbouze s-a născut la 18 iunie 1975 la Hôpital Lariboisière din arondismentul 10 din Paris. În 1976, tatăl său, angajat la Regia Autonomă de Transporturi Pariziene (RATP), și mama sa, lucrătoare în domeniul curățeniei în cadrul grupului Bouygues , au decis să plece la Taza, un oraș marocan de unde proveneau. Șederea a durat doi ani până la întoarcerea în Franța, la Paris, apoi la Trappes în 1983. Jamel este cel mai mare dintre cinci băieți ai familiei. 
Jamel Debbouze a avut o tinerețe dificilă, participând la acțiunile bandelor de cartier și cochetând cu mica infracționalitate. La 17 ianuarie 1990, în gara Trappes, în timp ce încerca să traverseze calea ferată, a fost prins în trenul Paris-Nantes, în același timp cu un băiat de vârsta sa, Jean-Paul Admette (fiul cântărețului reunean Michel Admette). Admette a fost ucis, în timp ce Debbouze a fost grav rănit și și-a pierdut uzul brațului drept. În urma accidentului, Michel Admette și soția sa au intentat o acțiune în justiție împotriva lui Debbouze - în vârstă de 14 ani la momentul respectiv - pentru omor involuntar. Cauza a fost respinsă.
Acest accident marchează un punct de cotitură în viața adolescentului. Diminuat fizic, este obligat să găsească noi activități, dar și să inventeze un personaj care să iasă în evidență. Profitând de handicapul său, care îi dădea o înfățișare comică, a început să practice improvizația teatrală. 
A fost remarcat de Alain Degois, directorul companiei de teatru de improvizație Déclic Théâtre din Trappes și Jamel Debbouze și-a făcut debutul în teatru în 1991 și a ajuns în finala campionatului francez de juniori al Ligii Franceze de Improvizație. În juillet 1992, a participat la o întâlnire internațională de improvizație experimentală la Montreal, Quebec. A susținut spectacole în 1992 și 1993, în fața președintelui Republicii, François Mitterrand, și l-a întâlnit și pe comedianul Smaïn, care l-a susținut în carieră. 
La 1 iulie 1993, și-a făcut prima apariție televizată pe canalul marocan 2M, și la televiziunea franceză, în seara consacrată Téléthon-ului patronat de Michel Sardou, la 4 decembrie 1993. 

### Revelație radiofonică și primele roluri pe ecran (1992-1996)
În 1992, Jamel a semnat primul său scurtmetraj, „Pietrele albastre ale deșertului”, regizat de Nabil Ayouch.
În 1995, Jamel Debbouze a fost remarcat de Jean-François Bizot și Jacques Massadian de la Radio Nova, care l-au făcut celebru (acesta din urmă i-a devenit și agent). 
În 1996, Jamel a făcut primul său rol de film în comedia Les Deux Papas et la Maman regizată de Jean-Marc Longval și Smaïn.

### Carieră în televiziune și film (1998-2005)

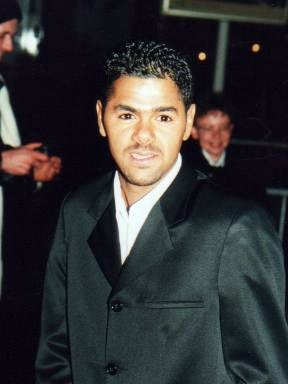
Jamel Debbouze în 2001, cea de-a 26-a ceremonie César.

În 1998 Debbouze și-a lansat rubrica Le Cinéma de Jamel pe Canal+, iar pe același canal, la scurt timp după aceea, a participat la serialul de succes H, alături de comedianții Éric și Ramzy.
Și-a făcut debutul în cinematografie și a atras atenția în 1998 cu filmul Zonzon al lui Laurent Bouhnik. În anul următor, comedia Cerul, păsările și... mama ta! de la un alt regizor nou, Djamel Bensalah. În 1999, a apărut în videoclipul muzical Tomber la chemise de Zebda.
Actorul a participat apoi la două filme de succes din istoria cinematografiei franceze. În 2001 a jucat un rol secundar în Amélie de Jean-Pierre Jeunet și, în 2002, a jucat în Asterix și Obelix: Misiune Cleopatra, de Alain Chabat. El participă și la realizarea coloanei sonore, acompaniindu-l pe rapperul american Snoop Dogg în piesa Mission Cleopatra. În 2003 a apărut în videoclipul muzical Les Sales Gosses de Dadoo alături de Éric și Ramzy, Dieudonné și JoeyStarr.
Apropiat de regele Marocului Mohammed, susținut de Luc Besson și Gérard Depardieu, în 2002, Jamel Debbouze și-a propus să creeze un „Hollywood-ul deșertului" un set de studiouri de film care ar oferi de lucru multor marocani. Planificat pentru 2004, acest proiect nu a mai fost realizat.
În 2005 a jucat rolul principal în Angel-A, un film romantic cu o tentă neconvențională, regizat de Luc Besson.

### Diversificare (2006-2009)

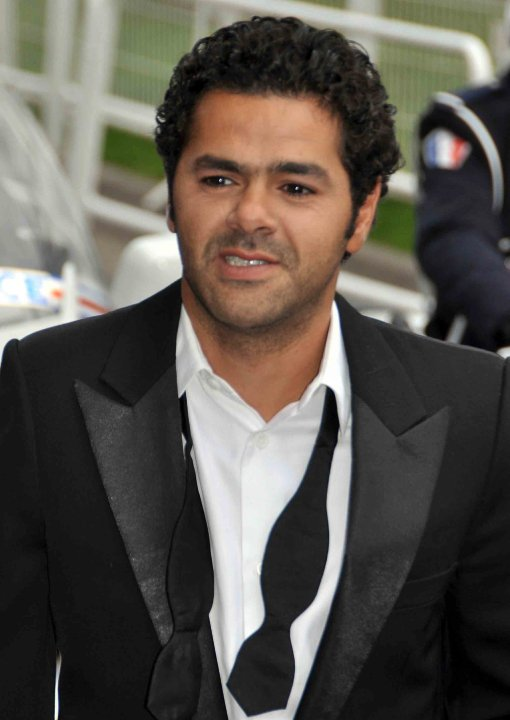
Jamel Debbouze la Festivalul de Film de la Cannes 2010.

În 2006, și-a apărat un proiect personal fiind coproducător și actor principal în filmul istoric Indigènes, care aduce un omagiu soldaților nord-africani care au luptat pentru Franța în timpul celui de-al Doilea Război Mondial. Pentru acest film a primit, alături de Samy Naceri, Roschdy Zem, Sami Bouajila și Bernard Blancan, premiul pentru cel mai bun actor la cea de 59-a ediție a Festivalului de Film de la Cannes.
Deși se îndepărtează de comedia în cinematografie, continuă să o susțină la televizor. În iulie 2006, a prezentat Jamel Comedy Club pe Canal+ și a lansat și un DVD.
În aprilie 2008, Jamel Debbouze și-a deschis a Paris teatrul Comedy Club, pe boulevard Bonne-Nouvelle 42, o sală amplasată într-un fost cinematograf, cu o capacitate de până la 134 de spectatori. Scopul său era de a oferi tinerelor talente de comedie o scena comediei pe care să poată străluci.
În cinema, a colaborat în 2008 cu Jean-Pierre Bacri în comedia dramatică Parlez-moi de la pluie, de Agnès Jaoui.
În 2009, a colaborat cu grupul de rap 113 și Awa Imani pentru proiectul Maghreb United al trupei Rim'K. El apare pe piesa și videoclipul piesei Celebration de pe albumul Chef de famille al lui Rim'K.

### Întoarcerea pe scenă (din 2010)

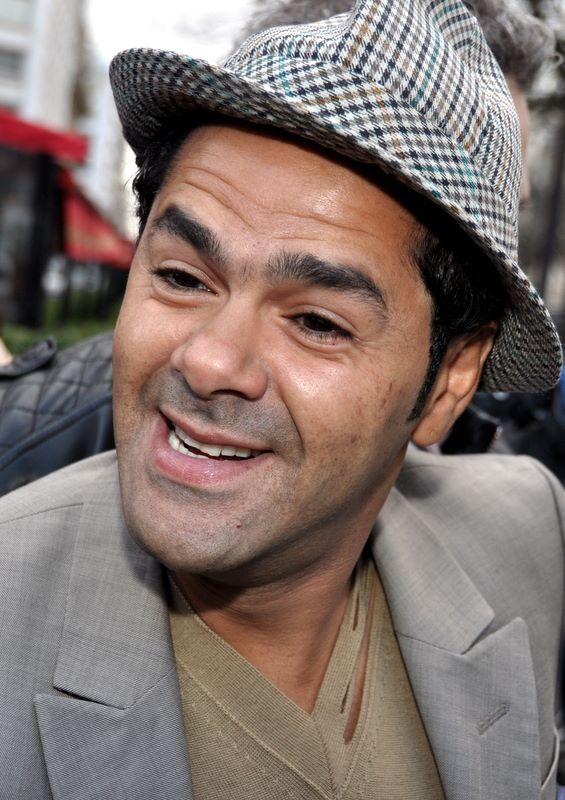
Jamel Debbouze la prânzul nominalizaților la César Cinema 2013.

În 2010, a fost invitat la ultima reprezentație a spectacolului lui Gad Elmaleh, intitulat Tata este sus transmis în direct pe TF1. Cu această ocazie, Jamel Debbouze și-a anunțat revenirea pe scenă. La începutul anului următor, la Colombes, a jucat prima reprezentație a spectacolului, Jamel improvizează. Pe 16 noiembrie 2011 și-a fost lansat DVD-ul cu același nume.
El a fost gazda ediției a 38-a a Premiilor Caesar, pe 22 februarie 2013.
În 2015, a regizat primul său film, o animație pentru copii „De ce nu l-am mâncat pe tatăl meu”, în care a jucat și unul dintre rolurile principale.
În 2017, Jamel Debbouze era suspectat, la fel ca mulți alți comedianți francezi, precum Tomer Sisley, Michel Leeb, Gad Elmaleh, Malik Bentalha și Arthur, că ar fi copiat comedianți americani.
În 2019, Jamel Debbouze a fost de acord să-și returneze onorariul de 60.000 euros după un spectacol eșuat la Ivry-sur-Seine.
Jamel este vocea în franceză ale plușului Ducky din filmul de animație Toy Story 4 și ale suricatei Timon din Regele Leu.

### Viața privată

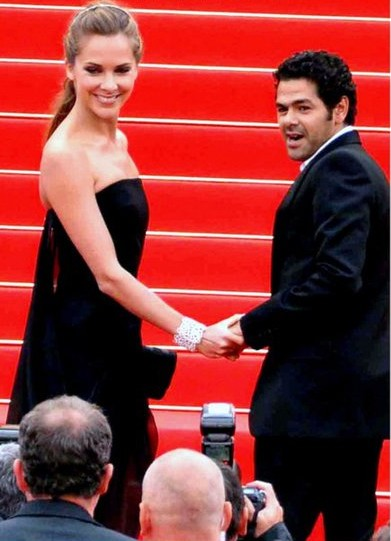
Jamel Debbouze cu Mélissa Theuriau la Festivalul de Film de la Cannes 2010.

Din 2004 până în 2006, Jamel Debbouze a fost partenerul scriitoarei Saphia Azzeddine.
În 2007 a cunoscut-o pe jurnalista Mélissa Theuriau. Ei s-au căsătorit pe 7 mai 2008 și au împreună un fiu, Léon Ali Debbouze și o fiică, Lila Fatima Brigitte Debbouze.

## Carieră

### Spectacole
- 1995 : C'est tout neuf (ça sort de l'œuf)
- 1999 : Jamel en scène
- 2004 : 100 % Debbouze
- 2007 : Le Jamel Comedy Club envahit le Casino de Paris
- 2011 : Tout sur Jamel
- 2018 : Maintenant ou Jamel

### DVD-uri
- 2000: Le très très bien de Jamel (compilation de sketch)
- 2002 : Jamel en vrai...
- 2010 : Made in Jamel

### Filmografie
- 1996 : Les Deux Papas et la Maman de Jean-Marc Longval et Smaïn : Jamel
- 1998 : Zonzon de Laurent Bouhnik : Kader
- 1999 : Le Ciel, les Oiseaux et… ta mère ! de Djamel Bensalah : Youssef
- 2001 : Le Fabuleux Destin d'Amélie Poulain de Jean-Pierre Jeunet : Lucien
- 2002 : Astérix et Obélix : Mission Cléopâtre d'Alain Chabat : Numérobis
- 2002 : Le Boulet d'Alain Berbérian et Frédéric Forestier : le maton marocain
- 2003 : Les Clefs de bagnole de Laurent Baffie : lui-même
- 2004 : She Hate Me de Spike Lee : Doak
- 2005 : Angel-A de Luc Besson : André
- 2006 : Indigènes de Rachid Bouchareb : Saïd
- 2008 : Astérix aux Jeux olympiques de Frédéric Forestier et Thomas Langmann : Numérobis
- 2008 : Parlez-moi de la pluie d'Agnès Jaoui : Karim
- 2010 : Hors-la-loi de Rachid Bouchareb : Saïd
- 2011 : Poulet aux prunes de Marjane Satrapi et Vincent Paronnaud : le Mendiant / Houshang
- 2011 : Hollywoo de Frédéric Berthe : Farres Cevennes
- 2012 : Sur la piste du Marsupilami d'Alain Chabat : Pablito Camaron
- 2012 : 360 de Fernando Meirelles : dentiste musulman à Paris
- 2013 : Né quelque part de Mohamed Hamidi : cousin de Farid
- 2013 : La Marche de Nabil Ben Yadir : Hassan
- 2015 : Pourquoi j'ai pas mangé mon père de lui-même : Édouard
- 2016 : La Vache de Mohamed Hamidi : Hassan
- 2018 : Alad'2 de Lionel Steketee : Shah Zaman
- 2022 : Le Nouveau Jouet de James Huth : Samy
- 2022 : Citoyen d'honneur de Mohamed Hamidi : le gardien du cimetière
- 2025 : Mercato de Tristan Séguéla : Driss Berzane
- 2026 : Marsupilami de Philippe Lacheau : Pablito Camaron

## Distincții
- 2013: Ofițer al Ordinului Artelor și Literelor [31]